# Łewczenkowe (obwód czerkaski)
Łewczenkowe (ukr. Левченкове) – wieś na Ukrainie, w obwodzie czerkaskim, w rejonie złotonoskim, w hromadzie Drabiw. W 2001 liczyła 495 mieszkańców, spośród których 494 wskazało jako ojczysty język ukraiński, a 1 inny.